# 中华鬣羚
中华鬣羚（学名：Capricornis milneedwardsii）又名山驴子、天马，一种分布于中国南部和中南半岛地区的鬣羚，有时也被认为是苏门羚（Capricornis sumatraensis）的一个亚种。现属于中国国家二级保护野生动物。

## 形态特征
中华鬣羚与山羊相似，但比山羊大。身体大部分呈黑色，鬃毛白色，耳大似驴。
主要栖息在针阔混交林或多岩石的杂灌林中，一般在9-10月发情，孕期8个月，每胎产1仔，喜夜间单独活动。
另有印支鬣羚（C. maritimus）有时被认为是中华鬣羚的一个亚种（C. M. maritimus），其主要特征是鬃毛为黑色。